# Martin Dvořák
Martin Dvořák (ur. 11 listopada 1956 w Pradze) – czeski polityk, samorządowiec i dyplomata, od 2023 minister ds. europejskich.

## Życiorys
W 1982 ukończył studia z zakresu finansów w Wyższej Szkole Ekonomicznej w Pradze. Pracował w dziale ekonomicznym kombinatu mięsnego VČPM. Odmówił wstąpienia do partii komunistycznej, przeniesiono go w zakładzie pracy do działu technicznego. W styczniu 1989 uczestniczył w protestach organizowanych w 20. rocznicę śmierci Jana Palacha. Podpisał petycję, której sygnatariusze domagali się uwolnienia Václava Havla. Był przesłuchiwany przez funkcjonariuszy czechosłowackiej policji politycznej. W czasie aksamitnej rewolucji został jednym z liderów Forum Obywatelskiego w Hradcu Králové. W latach 1990–1998 sprawował urząd burmistrza tej miejscowości. Był wiceprzewodniczącym czeskiego związku miast i gmin. Po rozpadzie forum działał w Obywatelskim Sojuszu Demokratycznym. W 1998 założył ugrupowanie Volba pro město. Pozostawał przez pewien czas radnym miejskim.
W 1999 został pracownikiem misji ONZ w Kosowie. W 2003 jako przedstawiciel czeskiego MSZ został wysłany do Iraku. W 2004 objął stanowisko radcy handlowego w ambasadzie Czech w Waszyngtone, a w 2009 mianowano go dyrektorem jednego z departamentów w ministerstwie spraw zagranicznych. W 2012 został konsulem generalnym w Nowym Jorku, a w 2017 ambasadorem w Kuwejcie (z akredytacją także w Katarze). W czerwcu 2021 mianowany wiceministrem spraw zagranicznych.
W maju 2023 z rekomendacji ruchu Burmistrzowie i Niezależni objął stanowisko ministra ds. europejskich w rządzie Petra Fiali, zastępując na tej funkcji Mikuláša Beka.